# Dioscorea anomala
Dioscorea anomala är en enhjärtbladig växtart som beskrevs av August Heinrich Rudolf Grisebach. Dioscorea anomala ingår i släktet Dioscorea och familjen Dioscoreaceae. Inga underarter finns listade i Catalogue of Life.